# Casa de Santa Cruz do Igo

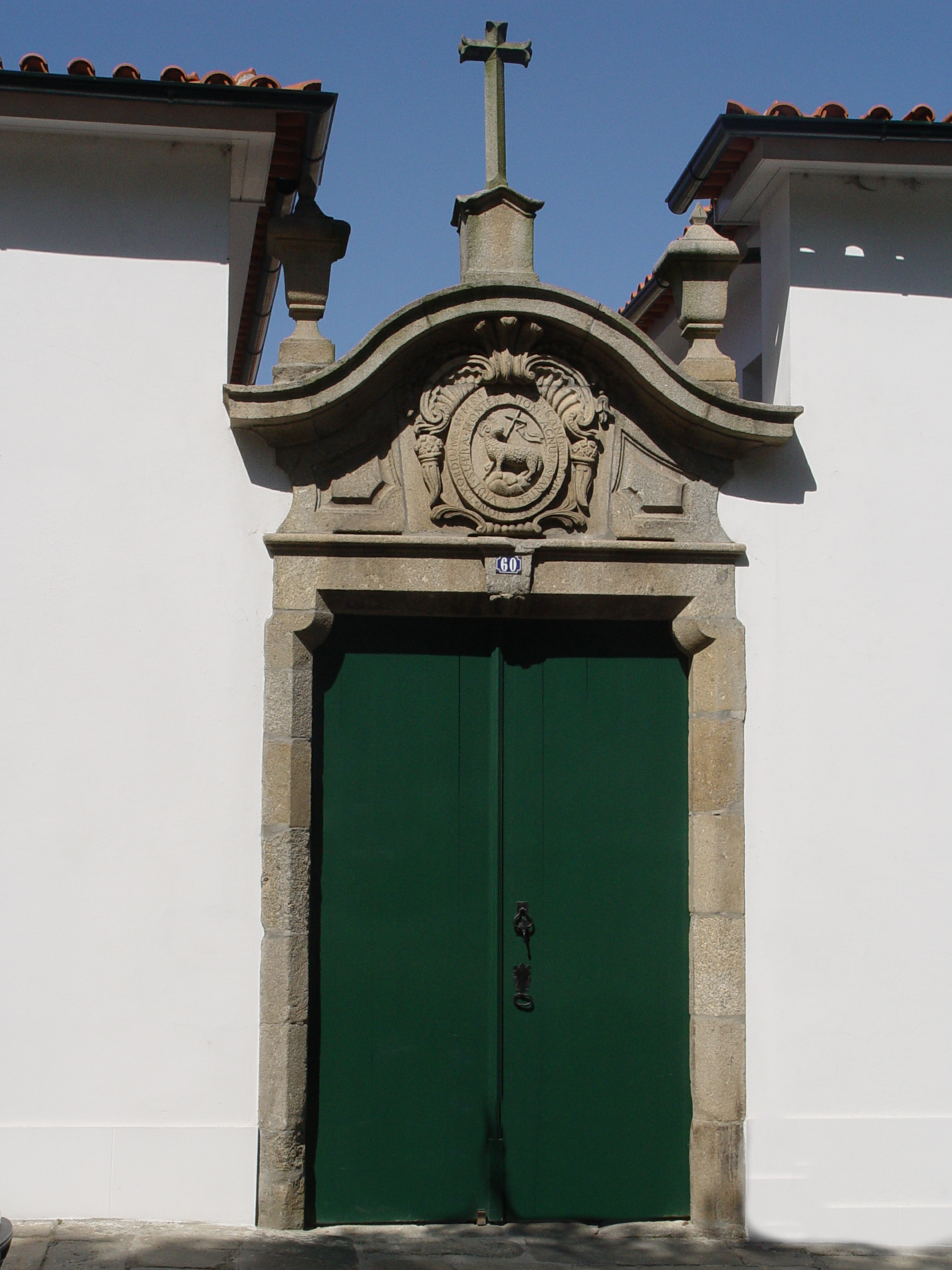
Casa de Santa Cruz do Igo.

A Casa de Santa Cruz do Igo localiza-se no Campo das Carvalheiras, em frente ao Cruzeiro do mesmo largo e à Casa Pimentel fazendo um conjunto monumental e classificado na freguesia da Sé, na cidade e concelho de Braga, distrito de mesmo nome, em Portugal.

## História
A casa foi o antigo hospício dos Ordem dos Cónegos Regrantes de Santo Agostinho do Mosteiro de Santa Cruz de Coimbra (frades Crúzios), em Braga.Presume-se que o Hospício foi construído aproveitando quatro casas pequenas,locais, existindo ainda paredes interiores dessas construções .Mais tarde e com o aumento da frontaria (primitivamente teria sete janelas e um muro com um portão vulgar)a casa ganhou mais seis janelas e em duas foi feita uma sacada em ferro, Também nesse período foi construído o portão armoriado  com motivos religiosos dos frades Crúzios, assim como a abertura de um dos "Calvários" existentes na cidade.e que fazem parte da Semana Santa e como motivo de reflexão religiosa

## Características
Sobre a porta principal, numa bordadura com dizeres latinos, está uma representação religiosa do cordeiro pascal, o "Agnus Dei".